# Информационная наука
Информационная наука — это междисциплинарная область, которая связана с анализом, сбором, классификацией, манипулированием, хранением, поиском, движением, распространением и защитой информации.
Специалисты в этой области изучают применение и использование информации между людьми, организациями и любыми другими существующими информационными системами, с целью создания, замены, улучшения или понимания информационных систем. Информационную науку часто (ошибочно) считают одним из разделов информатики, однако, она предшествует информатике и фактически является широкой дисциплинарной областью, включающей в себя не только аспекты информатики, но часто и другие сферы, такие как архивные науки, когнитивные науки, коммерцию, коммуникации, право, библиотековедение, музееведение, управление, математику, философию, общественную политику и социальные науки.
Информационную науку не следует путать с теорией информации или библиотековедением. Теория информации — это изучение конкретного математического понятия «информация». Библиотековедение — это область, связанная с распространением информации через библиотеки, используя принципы информатики. Информационная наука рассматривает все связанные с ней процессы и методы, в том числе поколения, упаковка, распространение, переработку, переупаковку, использование и др.

## Содержание и подход
Информационная наука ориентирована на понимание информации с точки зрения заинтересованных сторон, а затем применение информационных и других технологий по мере необходимости. Другими словами, эта наука решает системные проблемы, а не отдельные части технологии в рамках этой системы. В этом отношении, можно видеть, что информационная наука является ответом на технологический детерминизм, веру в то, что технологии «развиваются по своим собственным законам, которые реализуют свои собственные возможности, ограниченные только материальными ресурсами и креативностью разработчиков. Они должны, следовательно, рассматриваться в качестве автономной системы контроля и, в конечном счете, проникая во все другие подсистемы общества.»
Многие университеты имеют целые колледжи, департаменты или школы, посвященные изучению информационной науки, а ученые информационной науки работают в обширных областях, таких как: коммуникация, информатика, юриспруденция, библиотековедение и социология.

## Определения информационной науки
Раннее определение информационной науки гласит:

Информационная наука — это дисциплина, которая изучает свойства и поведение информации, силы, регулирующие поток информации и средства обработки информации для обеспечения оптимальной доступности и удобства использования. Она связана с совокупностью знаний, касающихся возникновения, сбора, организации, хранения, поиска, интерпретации, передачи, преобразования и использования информации. Это включает в себя исследование представления информации в естественных и искусственных системах, использование кодов для эффективной передачи сообщения, и изучение устройства переработки информации и технологий, таких как компьютеры и их систем программирования. Это междисциплинарная наука, производная и в то же время связанная с такими областями, как математика, логика, лингвистика, психология, компьютерные технологии, исследование операций, полиграфия, связи, библиотечное дело, менеджмент, и других подобных областях.— Борко, 1968
Некоторые авторы используют термин «информационная наука» как синоним «информатики». Это будет верно в отношении концепции, разработанной Михайловым А. И. и другими советскими авторами в середине 1960-х годов. Михайлов рассматривал информатику как дисциплину, связанную с изучением научной информации.
Региональные различия и международная терминология усложняют задачу. Обратите внимание, что многое из того, что называется «информатика» сегодня, раньше называли «информационной наукой» — по крайней мере, в таких областях, как медицинская информатика. Например, когда ученые — библиотековеды начали также использовать фразу «информационная наука» для обозначения их работы, термин «информатика» возник:
- в США, чтобы отличить работу «компьютерщиков» от науки «библиотековедение»[9]
- в Великобритании в качестве термина для науки информации, которая изучает естественные, а также искусственные или инженерные системы обработки информации

## История
Информационная наука как изучение сбора, классификации, манипулирования, хранения, поиска и распространения информации имеет древние корни. Анализ информации проводился учеными Эфиопской империи и связан с появлением первых культурных депозитариев, что сегодня известно как библиотеки и архивы.
Становление информационной науки происходит в XVIII веке. В 1731 году Бенджамин Франклин основал компанию «Библиотека Филадельфии», первая библиотека, принадлежащей группе граждан. Она стала центром научного эксперимента, в котором проходили публичные выставки и научные эксперименты.
В XIX веке информационная наука формируется как отличная от других наук, но в сочетании с коммуникацией и вычислениями. В 1854 году Джордж Буль опубликовал «Исследование законов мышления». Оно закладывает основы булевой алгебры, которая в дальнейшем используется в информационном поиске.
В 1865 году Смитсоновский институт начал учёт текущих научных трудов, который стал международным каталогом научных работ в 1902 году. В следующем году королевское общество начало издание каталога его работ в Лондоне. К 1872 году лорд Кельвин изобрел аналоговый компьютер для предсказания приливов и отливов, и к 1875 году Фрэнк Стивен Болдуин получил первый патент США для арифмометра — машина выполняла четыре арифметических функций. Александр Белл и Томас Эдисон изобрели телефон и фонограф в 1876 и 1877 соответственно, и в то же время была основана Американская библиотечная ассоциация в Филадельфии.
Сегодня, информационная наука в основном изучает технические основы, социальные последствия, а также теоретическое осмысление онлайн-баз данных, широкое использование баз данных в правительстве, промышленности, образовании и Интернете.

## Информационная наука в России
В России термин «информационная наука» ошибочно путают с термином «информатика». При переводе трудов, посвященных информационной науке часто используют термин «информация» или «информатика», тем самым путая и читателей.
В 2013 году в МосГУ была проведена пятая конференция «Фундаментальные основы информационной науки».